# Kolhida
Kolhida (gruzijski: კოლხეთი, kolkheti; laz: Kolxeti;  grčki: Κολχίς, Kolchís) je u antičkoj geografiji predstavljala regiju i kraljevstvo na području Kavkaza koja je odigrala važnu ulogu u etničkom i kulturnom formiranju gruzijskog naroda i njihovih podgrupa. Kraljevstvo Kolhida kao rana gruzijska država značajno je doprinijela u razvoju srednjovjekovne gruzijske državnosti nakon njenog ujedinjenja s gruzijskim kraljevstvom Iberia-Kartli.
U većini zapadnog dijela današnje Gruzije se prema grčkoj mitologiji nalazio dom Ajeta i Medeje, odredište Argonauta, te vjerojatno i domovina Amazonki. Antičko područje grubo predstavljaju današnje gruzijske pokrajine Mingrelia, Imereti, Guria, Adjara, Svaneti, Racha, Abhazija i turska pokrajina Rize te dijelovi pokrajina Trabzon i Artvin. Jedan od najvažnijih elemenata moderne gruzijske nacije Kolhiđani su vjerojatno uspostavili na Kavkazu tijekom srednjeg brončanog doba.

## Geografija i toponimi
Kraljevstvo Kolhida, koje je trajalo od šestog do prvih stoljeća prije nove ere, smatra se prvom gruzijskom državom.
Drugi gruzijski plemenski savez nastao je u 13. stoljeću pr. Kr. na crnomorskoj obali pod kojim je stvoreno Kraljevstvo Kolhida u zapadnoj Gruziji. Prema nekim klasičnim autorima taj je okrug zauzimao područje omeđeno na jugozapadu Pontom, na zapadu Crnim morem sve do rijeke Corax (vjerojatno današnja rijeka Bzybi, Abhazija, Gruzija), na sjeveru lancem Velikog Kavkaza koji leži između njega i azijske Sarmatije, na istoku Iberijom i planinama Moschici (danas Niski Kavkaz), i na jugu Armenijom. Među autorima postoji malena razlika u opsegu površine na zapadu: Strabon stavlja početak Kolhide na Trabzon, dok Ptolomej, nasuprot, proširuje Pont do rijeke Rioni. Pitsunda je bio zadnji grad na sjeveru Kolhide.
Ime Kolhida prvi se put pojavljuje kod Eshila i Pindara. Raniji pisci samo govore o njoj pod imenom Eja (Ija), prebivalištu mitskog kralja Ajeta. Glavna rijeka je bila Phasis (sada Rioni), koja je prema nekim piscima činila južnu granicu Kolhide, ali je vjerojatno tekla kroz središte zemlje od Kavkaza na zapadu prema jugu do Euxine i Anticisa ili Atticita (sada Kuban). Arijan spominje mnoga druga imena, ali čini se da su ona nešto više od samih planinskih vrhova: najvažnija imena među ostalima bila su Charieis, Chobus ili Cobus, Singames, Tarsuras, Hippus, Astelephus, Chrysorrhoas, od kojih nekoliko također spominju Ptolomej i Plinije. Glavni gradovi bili su Dioscurias ili Dioscuris (pod Rimljani zvani Sebastopolis, danas Suhumi) u primorju Euxine, Sarapana (danas Shorapani), Phasis (danas Poti), Pityus (danas Pitsunda), Apsaros (danas Gonio), Surium (danas Vani), Archaeopolis (danas Nokalakevi), Macheiresis, i Cyta ili Cutatisium (danas Kutaisi), tradicionalno mjesto rođenja Medeje. Skilaks spominje također Mala ili Male, koje nasuprot ostalim piscima označuje mjestom Medejina rođenja.

## Vladari
Malo je poznato o vladarima Kolhide:
- Ejet, slavljen u grčkim legendama kao moćan kralj Kolhide, vjerojatno je bio povijesna osoba, iako ne postoje dokazi u prilog ovoj teoriji.
- Kuji, princ predsjedatelj (eristavi) Egrisija pod upravom Farnavaza I. Iberijskog (o. 302. - 237. pr. Kr.) (prema srednjovjekovnim gruzijskim analima).
- Aristarh (65. - 47. pr. Kr.), dinastija pod upravom Pompeja.
- Akes (Basileus Aku) (kraj 4. stoljeća prije Krista), kralj Kolhide; njegovo ime je pronađeno na novčićima koje je kovao.
- Saulaces, "kralj" u 2. stoljeću prije Krista (prema nekim antičkim izvorima).
- Mitradat Hrest (o. 83. pr. Kr.), pod upravom Ponta.
- Mahares (o. 65. pr. Kr.), pod upravom Ponta.

## Kolhida u mitologiji
Prema grčkoj mitologiji Kolhida je bila bajkovita bogata zemlja smještena na zagonetnoj periferiji junačkog svijeta. Ovdje u svetom lugu boga rata Aresa, kralj Ajet je objesio Zlatno Runo sve dok ga nisu oteli Jazon i Argonauti. Kolhida je također bila zemlja gdje je mitološki Prometej kažnjen tako što je okovan za planinu dok mu je orao kljucao jetra zato što je otkrio čovječanstvu tajnu vatre. Amazonke su također bile skitijskog podrijetla iz Kolhide. Glavne mitološke osobe iz Kolhide su Ajet, Idija, Pasifeja, Kirka, Medeja, Kaliopa i Apsirt.

## Više informacija
- Egrisi (država nasljednica Kolhide)
- Povijest Gruzije
- Pont